# Thomas-Augustin de Gasparin
Pour les articles homonymes, voir Gasparin.
Thomas-Augustin de Gasparin, né le 27 février 1754 à Orange, où il est mort le 11 novembre 1793, est un officier français et député des Bouches-du-Rhône à l’Assemblée législative et à la Convention nationale.

## Biographie

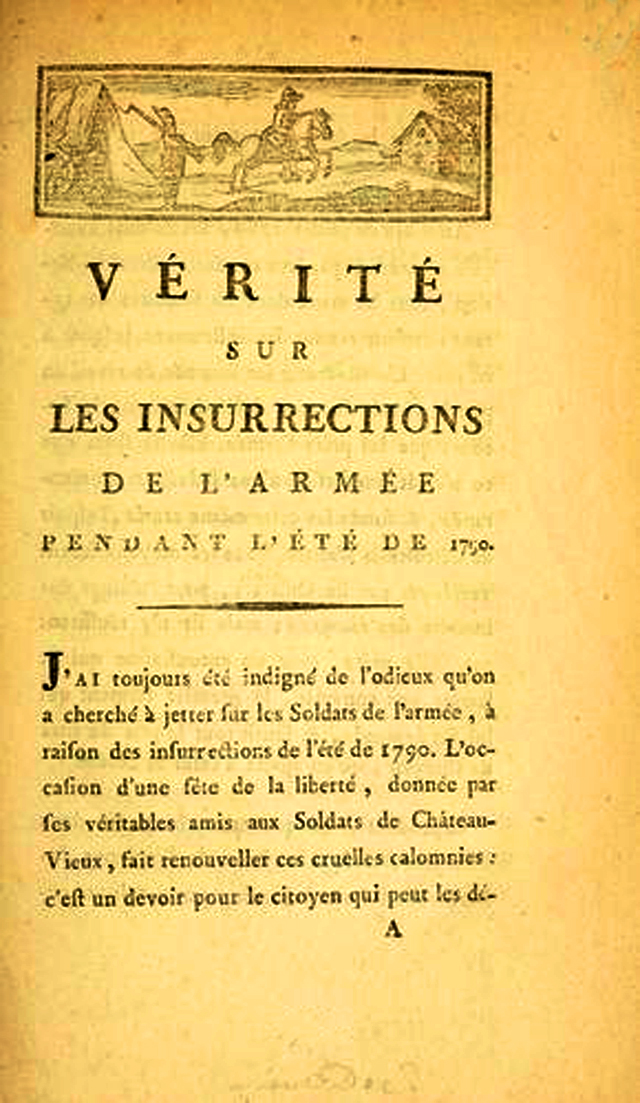
Vérité sur les insurrections de l'armée pendant l'été de 1790, par Thomas-Augustin de Gasparin.

Sa famille se dit issue d’une branche cadette d’une famille noble corse, celle des Gaspari, dont elle porte les armes ; branche qui serait devenue protestante par suite du mariage d’un de ses membres avec l’une des filles de Jean de Serres, ou de son frère l'agronome Olivier de Serres (1539-1619) ; toutefois, la généalogie de Serres ne mentionne pas une telle alliance. Thomas-Augustin Gasparin est fils de Joseph-François Gasparin, docteur en droit civil de l'Université d'Avignon en 1749 (grade qui conférait la noblesse personnelle au Comtat), et de Anne Dumas. Il est capitaine au régiment de Picardie en 1789, lorsqu'éclate la Révolution, dont il embrasse les principes avec enthousiasme.

## La Révolution

### La Législative
Gasparin est candidat dans le département des Bouches-du-Rhône afin de siéger à l'Assemblée législative. Il est élu le 5 septembre 1791 avec 397 suffrages obtenus sur 552 votants. Arrivé le 3 octobre à Paris, il adhère au Club des Jacobins, avec d'autres députés fraîchement élus : Vergniaud, Carnot, le pasteur Lasource. Le 14, il est désigné comme membre du Comité des lois et règlements militaires.
Dans le courant du mois de décembre de la même année, il prend parti contre Brissot et les girondins au sujet de la guerre. Il dénonce dans plusieurs discours aux Jacobins et à l'Assemblée une « campagne d'affolement et de mensonges ».
En avril 1792, au nom du Comité de la guerre où il siège, Gasparin avec Carnot proposent un décret sur l'avancement des officiers. Il est adopté et suspend le décret antérieur, voté par la Constituante, qui selon lui « avait substitué à l'aristocratie de naissance, l'aristocratie de la richesse » dans la nomination aux grades supérieurs.
Il est nommé le 10 août, commissaire de l'armée du Midi avec Lacombe-Saint Michel et Rouyer. Le 15, ils envoient une lettre de Lyon, qui sera lue à l'Assemblée où ils expriment les applaudissements des citoyens aux mesures provisoires engagées par l'Assemblée nationale à la suite de l'insurrection du 10 août 1792.

### Le conventionnel
En septembre, Gasparin est réélu député des Bouches-du-Rhône, le septième sur douze, à la Convention nationale. 
Dès le 24 septembre, aux côtés de Dubois-Crancé et de Lacombe-Saint-Michel, il est envoyé en mission auprès de l'armée du Midi afin de destituer « selon leur prudence et selon les circonstances », le général de Montesquiou-Fézensac, lequel est décrété d'accusation en novembre. Le 26 septembre, il intègre le Comité de Guerre, aux côtés de Carnot, de Dubois-Crancé et de Lacombe-Saint-Michel. 
Gasparin siège sur les bancs de la Montagne. Début janvier 1793, il dénonce les députés girondins Gensonné, Guadet et Vergniaud pour avoir adressé, par l'intermédiaire du peintre Joseph Boze, une correspondance à Louis XVI peu avant l'insurrection du 10 août. Lors du procès de Louis XVI, il vote la mort et rejette l'appel au peuple et le sursis à l'exécution. 
Gasparin, entre janvier et mars travaille avec ces collègues au Comité de la guerre avec la nécessité de former une armée qualitative pour défendre au mieux la France et la République.
Il est envoyé le 4 avril 1793 aux armées du Nord et des Ardennes, il s’y trouve lorsque Charles François Dumouriez passe à l’ennemi avec le jeune duc de Chartres, fils de Louis Philippe d'Orléans, et il prend immédiatement toutes les mesures que réclamait la gravité des circonstances.
Le 15 mai, il est nommé adjudant-général chef de brigade par le Conseil exécutif provisoire. Barbaroux, girondin, et confrère des Bouches-du-Rhône l'attaque sur sa nouvelle nomination. Gasparin, en réponse, écrit de Lille deux lettres au Comité de salut public et à la Convention. Il y narre son travail en tant que représentant en mission au risque de sa vie et le mémoire de ses faits militaires.

#### Comité de salut public
Il rentre avec Jeanbon Saint André au Comité de Salut public le 13 juin 1793 en remplacement de Robert Lindet et de Jean-Baptiste Treilhard. Avant de partir pour la Vendée, il propose le 16 juin, un décret "punissant de mort les français ou étrangers convaincus d'espionnage dans les places de guerre ou dans les armées" qui est adopté par l'Assemblée. Envoyé en Vendée, il y dresse un état de la situation militaire et revient à Paris. Lors de l'appel nominal du 10 juillet, qui détermine le remplacement du Comité Danton, critiqué pour sa conduite de la guerre, il est maintenu au Comité de salut public ; il en est le seul militaire de carrière à ce moment-là.
Gasparin rencontre un désaccord sur le cas du général Custine; lui l'appuie au nom de la désorganisation de l'armée et signale que le manque d'officiers supérieurs peut devenir problématique pour leurs remplacements. Gasparin connaît bien l'armée du Nord, pour y avoir été en mission mais ne désavouera pas le Comité sur l'arrestation de Custine le 22 juillet.
Il présente sa démission le lendemain, ou il y fait mention de sérieux problèmes de santé ; au début de l'année il avait du quitter sa mission dans le Nord à cause d'une crise d'éruption de glandes et de maux sévères aux côtes. Maximilien Robespierre le remplace au Comité.
Gasparin est successivement envoyé à l’armée des Alpes et à Marseille, d’où il se rend à Toulon. Sa présence exemplaire lors du siège de cette dernière, la part importante qu’il prend dans la direction des opérations ont pour résultat de reprendre la ville aux Anglais.

#### Le siège de Toulon
À Aix, par l'intermédiaire de Robespierre le jeune et Saliceti, il rencontre le jeune officier Bonaparte. Ce dernier faisant la lecture du souper de Beaucaire aux représentants de la Convention, ceux-ci font imprimer ce dialogue à Valence, aux frais de l'État.
Afin de remplacer le commandant d'artillerie Elzéar-Auguste Cousin de Dommartin blessé lors des combats des gorges d'Ollioules, Gasparin et Saliceti décident d'envoyer une lettre au Comité de salut public afin d'appuyer Bonaparte et ses dispositions militaires à ce poste, le Comité accepte. Les combats sont rudes et Gasparin prend part aux assauts ; il est l'un des premiers à entrer dans la grande redoute. Fin octobre, le Comité reconnaissant les efforts déployés par Gasparin qu'il sait malade et Saliceti leur adjoint Barras et Fréron. Le 15 brumaire an II (5 novembre 1793), il envoie une lettre d'espoir à la Convention sur la future prise de Toulon, ce sera sa dernière et n’eut pas la satisfaction d’assister au triomphe du siège. Atteint d’une fluxion de poitrine, il est amené auprès de sa famille à Orange. Il meurt le 17 brumaire an II (7 novembre 1793) d'une gangrène du "lobe gauche" selon les résultats de l'époque.
Le futur général de division Jean-Baptiste Cervoni écrivit à des proches de Gasparin : 

« La nouvelle de la mort du plus valeureux des hommes, du plus cher et du plus estimable de mes amis, du républicain incorruptible, Gasparin, m'a plongé dans la plus profonde douleur. Je ne puis me consoler de cette perte. Je le connaissais particulièrement, j'appréciais ses qualités qui n'étaient point ordinaires, j'étais pénétré de vénérations pour ses vertus. Je n'ose pas vous engager à la consolation, Je suis moi-même inconsolable »

.
À Sainte-Hélène, Napoléon légua une somme de cent mille francs aux héritiers du représentant Gasparin, qui, dit-il dans son testament, « l’avait mis, par sa protection, à l’abri des persécutions de l’ignorance des états-majors qui commandaient l’armée de Toulon avant l’arrivée de Dugommier ».
Thomas-Augustin Gasparin laisse un fils, Adrien de Gasparin, qui fut Pair de France et membre de l’Académie des sciences.
Il a été enterré dans le carré protestant de la rue Saint-Clément d'Orange. Le projet de placer son cœur au Panthéon adopté par la Convention n'a jamais été exécuté.

## Famille
- Thomas-Augustin de Gasparin (1754-1793), général de brigade, marié à Marie-Anne Marguerite de Serres
  - Adrien Étienne Pierre de Gasparin, marié à Rosalie Adèle de Daunat, fille de Paul Guillaume de Daunant, dont il a eu :
    - Paul Joseph de Gasparin, marié en 1839 à Françoise Louise Torras,
      - Adèle Louise Mathilde de Gasparin (1840-1880)
      - Valérie Eugénie de Gasparin (née en 1843)
      - Augustin de Gasparin

    - Agénor Étienne de Gasparin marié avec Valérie Boissier

  - Augustin de Gasparin (1787-1857) marié à Laure de Daunant
  - Anne Cécile de Gasparin (1784-1807) mariée en 1805 à Jean César Dumas (1779-1866), d'où :
    - Alphonse Dumas (1806-1884) marié en 1838 à Augustine Valz
    - Adrien Dumas

  - Adeline de Gasparin (1786-1871) mariée en 1810 à François Forel (1780-1865), d'où :
    - Cécile Forel mariée à Jean Lombard,
    - François Forel marié à Adèle Morin.

## Sources
- William Duckett fils, Dictionnaire de la conversation et de la lecture, 2e éd., t. X, Paris, Michel Levy Frères, 1855, p. 154.
- « Thomas-Augustin de Gasparin », dans Adolphe Robert et Gaston Cougny, Dictionnaire des parlementaires français, Edgar Bourloton, 1889-1891 [détail de l’édition]